# پای شیر پرکرک
پای شیر پرکرک (نام علمی: Alchemilla valdehirsuta) یک گونه از سرده پای شیر از خانواده یا تیرهٔ گلسرخیان است.